# Dasylophia eminens
Dasylophia eminens är en fjärilsart som beskrevs av William Schaus 1921. Dasylophia eminens ingår i släktet Dasylophia och familjen tandspinnare. Inga underarter finns listade i Catalogue of Life.